# Schouwburgpoort

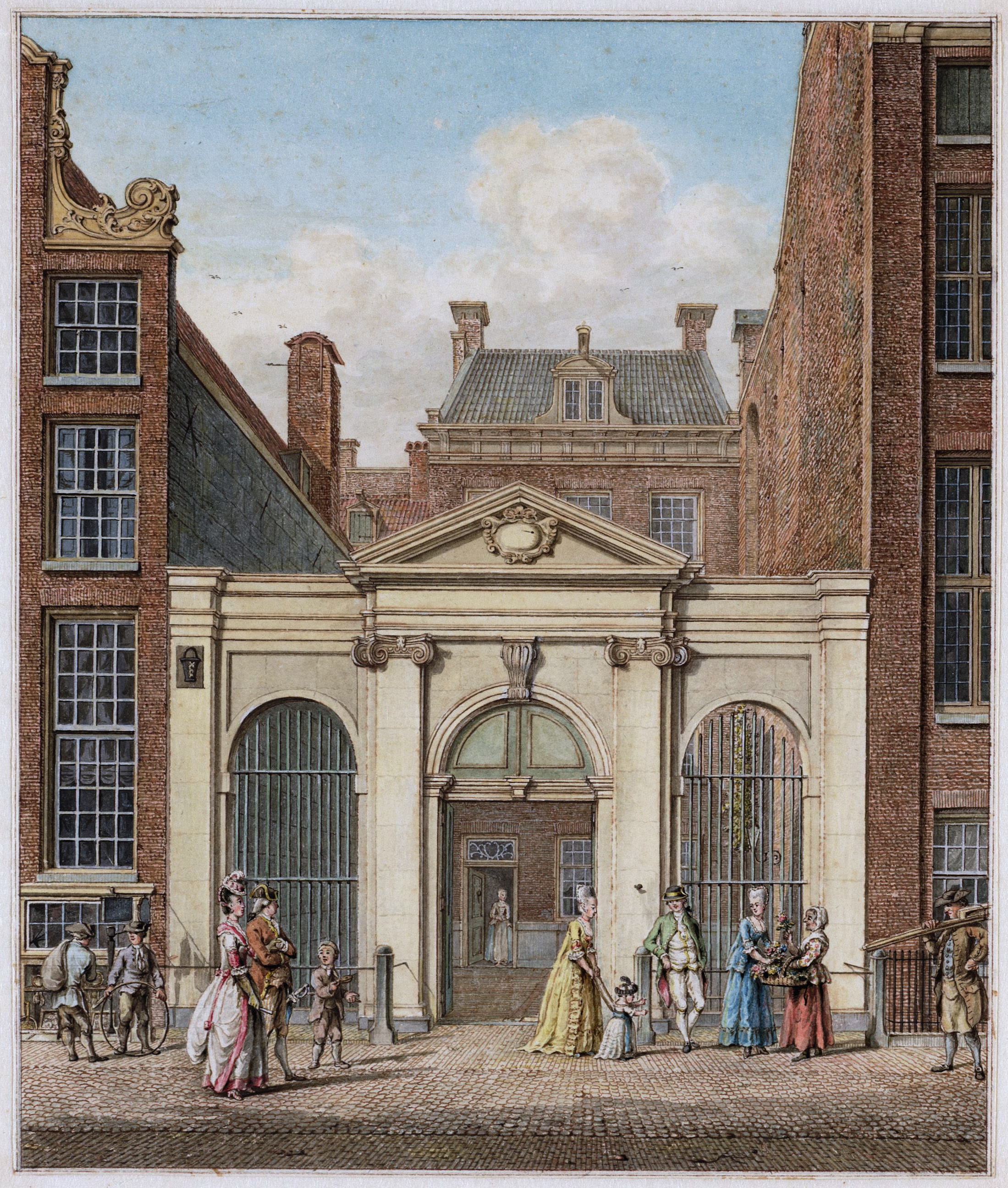
De poort rond 1770

De Schouwburgpoort aan de Keizersgracht 384 is een poort in Amsterdam. De poort biedt tegenwoordig toegang tot hotel The Dylan.
De poort van natuursteen bestaat uit drie bogen, voorzien van een hekwerk. De pilasters hebben Ionische kapitelen en dragen een driehoekig fronton. Vroeger stonden in deze poort de regels van Joost van den Vondel:
De weereld is een speeltoneel
Elck speelt zijn rol en krijght zijn deel

## Geschiedenis
Aanvankelijk, van 1617 tot 1637, stond hier een houten gebouw. Sinds 3 januari 1638 gaf de poort toegang tot de door Jacob van Campen ontworpen eerste stenen stadsschouwburg van Amsterdam. Deze Schouwburg van Van Campen werd ingewijd met Joost van den Vondels Gijsbrecht van Aemstel. Hiermee werd een eeuwenlange Amsterdamse toneeltraditie ingezet.
Op 11 mei 1772 ging de schouwburg in vlammen op. Zestien mensen kwamen daarbij om het leven, onder wie regenten en hun vrouwen. Nog in 1772 verrees hier aan de binnenplaats achter de poort een nieuw gebouw voor de liefdadigheidsinstelling het R.K. Oude-Armenkantoor. Dit gebouw is in 1999 verbouwd tot hotel. De poort is het laatste overblijfsel van de schouwburg uit 1638.